# 지구 대기 중의 이산화 탄소

지구 대기 중의 이산화 탄소에 관한 내용이다.
지구 대기권에서 이산화 탄소는 온실 효과, 탄소 순환, 광합성 및 해양 탄소 순환에서 필수적인 역할을 하는 미량 기체이다. 이는 지구 대기의 3대 온실가스 중 하나이다. 2010년 기준 수증기는 주요 온실가스로 온실효과의 50%를 차지하며, 그 다음으로 이산화탄소가 20%를 차지한다. 현재 대기 중 이산화탄소(CO2)의 전 세계 평균 농도는 2022년 5월 기준 421ppm(0.04%)이다. 이는 산업 혁명이 시작된 이후 50% 증가한 수치로, 이전 10,000년 동안의 280ppm에서 증가한 수치이다. 18세기 중반까지. 증가는 인간 활동으로 인한 것이다.
2024년 3월 기준, 월평균 CO2 농도는 425.22ppm으로 최고치를 경신해 2023년 3월보다 4.7ppm 증가했다. 최근 측정에 따르면 농도는 427.48ppm으로 더욱 높아졌다. CO2 농도의 이러한 지속적인 증가는 주로 화석 연료 연소로 인해 발생하는 지속적인 지구 환경 스트레스를 나타내는 명확한 지표이다. 이는 이러한 증가의 주요 원인이자 기후 변화의 주요 원인이기도 하다. CO2를 배출하는 다른 중요한 인간 활동에는 시멘트 생산, 삼림 벌채, 바이오매스 연소 등이 있다.
이산화탄소는 온실가스이다. 이는 두 개의 적외선 활성 진동 주파수에서 적외선을 흡수하고 방출한다. 두 파장은 4.26μm(2,347cm−1)(비대칭 신축 진동 모드)와 14.99μm(667cm−1)(굽힘 진동 모드)이다. CO2는 온실 효과를 통해 지구 표면 온도에 영향을 미치는 데 중요한 역할을 한다. 지구 표면의 빛 방출은 200~2500 cm−1 사이의 적외선 영역에서 가장 강렬하며, 반면에 훨씬 더 뜨거운 태양의 빛 방출은 가시광선 영역에서 가장 강한다. 대기 CO2의 진동 주파수에서 적외선을 흡수하면 에너지가 표면 근처에 가두어 지구 표면과 대기권 하층이 따뜻해진다. 더 적은 에너지가 상부 대기에 도달하므로 이러한 흡수로 인해 더 시원해진다.
CO2 및 메탄과 같은 기타 장수명 온실가스의 대기 농도가 증가하면 대기에 의한 적외선 복사 흡수 및 방출이 증가한다. 이로 인해 지구 평균 기온이 상승하고 해양 산성화가 발생했다. 또 다른 직접적인 효과는 CO2 비료 효과이다. 대기 중 CO2 농도의 증가는 기후 변화가 환경과 인간 생활 조건에 미치는 다양한 추가 영향을 유발한다.
현재 대기 중 CO2 농도는 1,400만년 만에 최고 수준이다. 대기 중 CO2 농도는 약 5억년 전 캄브리아기 동안 4,000ppm까지 높았고, 지난 200만년 동안의 제4기 빙하기 동안에는 180ppm까지 낮았다. 지난 4억 2천만년 동안 재구성된 온도 기록에 따르면 대기 중 CO2 농도는 약 2,000ppm으로 최고조에 달했다. 이 정점은 데본기(4억년 전)에 일어났다. 또 다른 정점은 트라이아스기(2억 2천만~2억년 전)에 발생했다.

## 같이 보기
- 탄소 예산